# Cantone di Crest-Nord
Il Cantone di Crest-Nord era un cantone della Francia dell'arrondissement di Die.
A seguito della riforma approvata con decreto del 20 febbraio 2014, che ha avuto attuazione dopo le elezioni dipartimentali del 2015, è stato soppresso.

## Composizione
Comprendeva parte della città di Crest e i comuni di:
- Allex
- Aouste-sur-Sye
- Beaufort-sur-Gervanne
- Cobonne
- Eurre
- Gigors-et-Lozeron
- Mirabel-et-Blacons
- Montclar-sur-Gervanne
- Montoison
- Omblèze
- Ourches
- Plan-de-Baix
- Suze
- Vaunaveys-la-Rochette